# Club Deportivo Guadalajara (Spagna)
Il Club Deportivo Guadalajara è una società calcistica con sede a Guadalajara, in Castiglia-La Mancia, in Spagna.
Gioca nella Segunda Federación, la quarta serie del campionato spagnolo.

## Tornei nazionali
- 1ª División: 0 stagioni
- 2ª División: 2 stagioni
- 2ª División B: 5 stagioni
- 3ª División: 46 stagioni

## Palmarès

### Competizioni interregionali
- Tercera División RFEF: 1

2021-2022 (gruppo 18)
- Segunda Federación: 1

2024-2025 (gruppo 5)

### Altri piazzamenti
- Segunda División B:

Secondo posto: 2010-2011 (gruppo I)
Terzo posto: 2009-2010 (gruppo II)
- Copa Federación de España:

Finalista: 2013-2014

## Rose delle stagioni precedenti
- 2011-2012
- 2012-2013